# یوخن کینتز
یوخن کینتز (انگلیسی: Jochen Kientz؛ زادهٔ ۱۷ سپتامبر ۱۹۷۲) بازیکن سابق فوتبال اهل آلمان است که در پست مدافع میانی بازی می‌کرد.
وی همچنین در تیم ملی فوتبال جوانان آلمان بازی کرده‌است.